# Psychoglypha alascensis
Psychoglypha alascensis là một loài Trichoptera trong họ Limnephilidae. Chúng phân bố ở miền Tân bắc.